# Barberini-Evangeliar

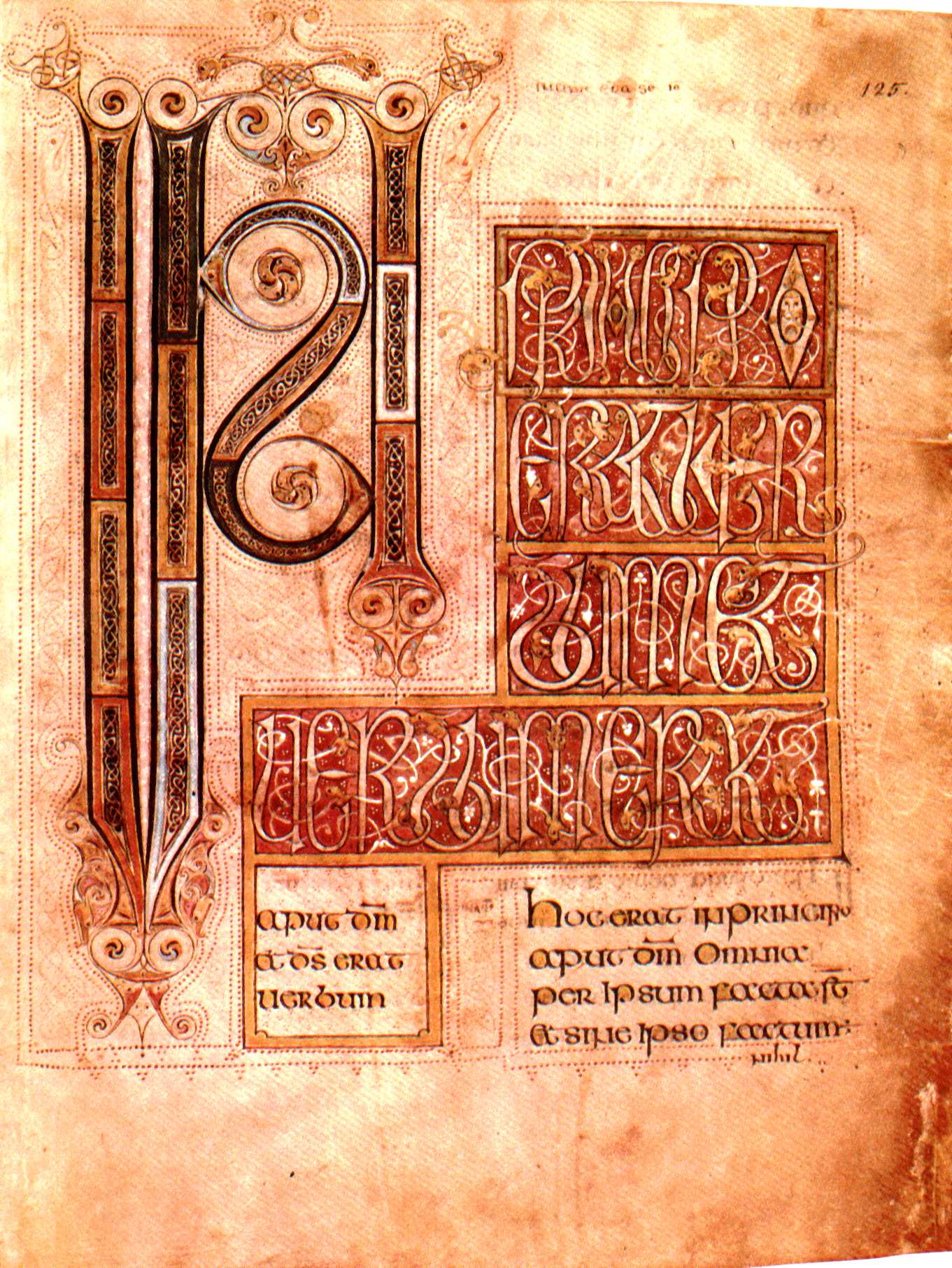
Anfang des Johannes-Evangeliums

Das Barberini-Evangeliar ist eine illustrierte Handschrift aus dem späten 8. Jahrhundert. Ihr Entstehungsort ist unbekannt. Sie enthält die Texte der vier Evangelien des Neuen Testaments, dazu vier ganzseitige farbige Miniaturen der Evangelisten, eine illuminierte Kanontafel sowie 15 verzierte Initialen. Die ornamentalen Verzierungen sind im insularen irisch-angelsächsischen Stil gestaltet, die Miniaturen zeigen starke italienisch-byzantinische Einflüsse. Der Text wurde von vier Schreibern geschrieben, zwei in einer Schreibweise aus Northumbria, einer aus Mercia. Im Kolophon sind die Worte ora pro Uuigbaldo (Bete für Wigbald) notiert.
Die Handschrift befand sich 1679 im Nachlass von Kardinal Francesco Barberini. Seit 1902 gehört sie zum Bestand der Vatikanischen Bibliothek in Rom, Signatur Barberini Lat. 570.